# Protorthodes pseudochroma
Protorthodes pseudochroma là một loài bướm đêm trong họ Noctuidae.